# Muerte de Kim Jong-il
La muerte de Kim Jong-il, líder de Corea del Norte desde 1994, fue informada por la televisión estatal de noticias norcoreana el 19 de diciembre de 2011. La presentadora, Ri Chun-hee, anunció que había muerto el 17 de diciembre a las 8:30 de la mañana de un ataque al corazón mientras viajaba en tren a un área fuera de Pionyang, la capital del país. Según el informe recibió tratamiento médico para "enfermedades cardíacas y cerebrovasculares." Durante el viaje, sin embargo, tuvo un "fuerte infarto agudo de miocardio, complicado con un paro grave del corazón." Sin embargo, se informó en diciembre de 2012 que había muerto "en un ataque de rabia" por fallas de construcción en el proyecto de una planta de energía eléctrica.
Su hijo, Kim Jong-un, fue anunciado como el próximo líder de la República Popular Democrática de Corea (RPDC, nombre oficial de Corea del Norte) con el título de "El Gran Sucesor" durante el mismo noticiero. El funeral de Kim Jong-il se celebró el 28 de diciembre en Pionyang, con un período de luto que duró hasta el día siguiente.

## Anuncio
- Wikinoticias tiene noticias relacionadas con Muerte de Kim Jong-il.

Los medios estatales de Corea del Norte no informaron de su muerte hasta dos días después de que se produjo, al parecer debido a las maniobras políticas y los debates que rodearon la versión oficial del legado de Kim Jong-il, así como para formar el comité de su funeral. En la mañana del 19 de diciembre, se informó a todas las unidades de trabajo, escuelas, agencias gubernamentales y personal militar de un "anuncio importante" que tendría lugar al mediodía. Al mediodía, Ri Chun-hee, una presentadora de noticias de la Televisión Central de Corea, vestida con ropa tradicional coreana negra, anunció la muerte de Kim Jong-il. Ri había anunciado la muerte de Kim Il-sung, padre de Kim Jong-il y abuelo de Kim Jong-un, en 1994.
Después de la notificación oficial otro presentador de noticias que llevaba un traje y corbata negros procedió a anunciar todo el comité del funeral de Kim Jong-il, en el orden establecido por las autoridades. El comité tenía 232 nombres; Kim Jong-un ocupaba el primer lugar.
Se informó en diciembre de 2012, sin embargo, que había muerto "en un ataque de ira" debido a las fallas de construcción en el proyecto de una planta de energía eléctrica en Huichon en la provincia de Chagang.

### Especulación por parte de Corea del Sur
El jefe del Servicio de Inteligencia Nacional de Corea del Sur dijo que las imágenes de vigilancia revelaron que el tren personal de Kim, en el que se dice que murió, no se movió durante el fin de semana. Esto implicaba que el tren estaba parado cuando las autoridades de Corea del Norte afirmaron que había muerto. De acuerdo con los editores del periódico Chosun Ilbo, informó que las circunstancias que rodearon la muerte de Kim eran incompatibles con lo que se esperaría por lo general durante los viajes oficiales de negocios: en concreto, las inclemencias del tiempo estaban presentes, y a la hora del día cuando Kim supuestamente viajaba tenía mal su habitual ritmo cardiaco; también un pequeño número de testigos observó los hechos.

## Reacciones

### Península coreana

#### Corea del Norte
La Agencia Telegráfica Central de Corea (KCNA por sus siglas en inglés) publicó esta noticia, informando el 19 de diciembre en la portada del diario Rodong Sinmun:

El cuerpo del Presidente de la Comisión Nacional de Defensa Kim [Jong-il] yacerá en el estrado en el Palacio Memorial de Kumsusan durante el periodo de duelo del 17 al 29 de diciembre. Los visitantes serán recibidos entre el 20 y el 27. La ceremonia de su despedida se llevará a cabo el día 28 en Pionyang. Las reuniones conmemorativas centrales para honrar al presidente Kim se harán el día 29. En ese momento en Pionyang y otros sitios en cada provincia habrá un saludo de artillería y tres minutos de silencio, y todos los vehículos oficiales y los buques sonarán sus bocinas.

Las imágenes mostraron que en las calles de Pionyang muchas personas lloraron por la muerte de Kim de la misma manera que en 1994 estas lloraron por la muerte de su padre. La gente se reunió para presentar sus respetos, algunos arrodillados, algunos lamentándose y otros golpeando el suelo con sus puños.
La BBC informó que la Agencia Telegráfica Central de Corea mencionó que la gente estaba "conmovida con dolor y desesperación" por su pérdida, pero se unirían detrás de su sucesor, Kim Jong-un. "Todos los miembros del partido, los militares y el pueblo deben seguir fielmente el liderazgo del camarada Kim Jong-un y proteger y reforzar aún más el frente unificado del partido, los militares y el pueblo".
Los lugares de trabajo y las oficinas gubernamentales locales organizaron reuniones para crear un ambiente adecuado de luto. La unidad del pueblo enfatizó las "últimas instrucciones de Kim Jong-il" y los grupos de las escuelas y los lugares de trabajo visitaron las estatuas de Kim Il-sung y otros monumentos importantes para presentar sus respetos.

#### Corea del Sur
Después de que se anunciara la muerte, el ejército de Corea del Sur fue puesto en alerta máxima. El Consejo de Seguridad Nacional de Corea del Sur, preocupado de que las maniobras políticas en Corea del Norte podrían desestabilizar la región, también convocó una reunión de emergencia. El presidente Lee Myung-Bak canceló el resto de su agenda el lunes y en un comunicado declaró que "para el bien del futuro de la República de Corea la paz y la estabilidad en la península coreana son más importante que cualquier otra cosa. No debe verse amenazada por lo que ha sucedido. Tenemos que hacer preparativos exhaustivos para mantener la paz y la estabilidad y continuar trabajando en estrecha colaboración con la comunidad internacional ... A todos los ciudadanos se les pide ir sobre sus vidas sin vacilar para que la paz y la estabilidad en la península coreana no sean obstaculizadas." No hubo condolencias oficiales del gobierno de Seúl, según el Ministerio de Unificación. Lee Hee Ho, de 89 años de edad, viuda del expresidente surcoreano Kim Dae Jung, y la presidenta del grupo automovilístico Hyundai Hyun Jeong Eun, encabezaron un grupo privado de 18 surcoreanos en una visita de dos días, donde los medios de comunicación estatales mostraron a ellos siendo recibidos por Kim Jong-un el 26 de diciembre.

### Organismos supranacionales
- Unión Europea: El Ministro del Exterior Guido Westerwelle y Catherine Ashton, Alto representante de la Unión para Asuntos Exteriores y Política de Seguridad, dijo que "La UE sigue de cerca la situación y está en contacto con sus socios estratégicos con el fin de compartir las evaluaciones sobre las posibles implicaciones."[19] En nombre de todos los países de la UE el diplomático polaco firmó el libro de condolencias en Pionyang.[20]

- Naciones Unidas: Un portavoz del Secretario General de las Naciones Unidas Ban Ki-moon dijo: "El Secretario General extiende sus condolencias al pueblo de la RPDC en este momento de su luto nacional. El Secretario General reafirma su compromiso con la paz y la seguridad en la península de Corea. Las Naciones Unidas continuará ayudando al pueblo de la RPDC. El Secretario General está siguiendo de cerca la situación."[21]

### Gobiernos
- Alemania: El Ministro del Exterior Guido Westerwelle dijo: "Esperamos que una ventana de oportunidad se abra para el pueblo de Corea del Norte."[17] El portavoz del Ministerio del Exterior Dirk Augustin dijo a los periodistas: "Esto es por supuesto una oportunidad para que las cosas cambien allí, pero demuestra que las expectativas siguen siendo las mismas: que Corea del Norte renuncie a su programa nuclear, que la situación social catastrófica de su propio pueblo mejore y que se declare listo para abrirse en las esferas política y económica. El que toma el poder debe asumir la responsabilidad de mejorar la desesperada situación del pueblo. Es una situación claramente insostenible con dos estados coreanos."[22]

- Armenia: El presidente Serzh Sargsyan envió sus condolencias. Se divulgó que el mensaje fue dirigido al “presidente” de la RPDC, que sería de hecho el Presidente Eterno de la República, Kim Il-sung, que murió en 1994.[23]

- Australia: El gobierno llamó a todos los gobiernos, incluyendo el norcoreano, "a la calma y la moderación", a raíz de la muerte de Kim Jong-il, y también instó a la RPDC a "comprometerse con la comunidad mundial."[24] El Ministro del Exterior Kevin Rudd declaró que "en momentos como este no podemos darnos el lujo de hacer cualquier señalamiento incorrecto o ambiguo. Esta vez también se presenta una oportunidad importante para que el nuevo líder de Corea del Norte participe plenamente en la comunidad internacional. En la forma de mejorar su economía con el fin de alimentar adecuadamente a su gente y co ojo crítico sobre como lidiar con el problema pendiente del programa de armas nucleares de Corea del Norte."[17]

- Azerbaiyán: El presidente Ilham Aliyev envió una carta a Kim Yong-nam, Presidente del Presidium de la Asamblea Suprema del Pueblo (parlamento norcoreano), en la que declara: "Yo estaba profundamente entristecido al tener noticia de la muerte del estadista prominente, líder supremo de la República Popular Democrática de Corea y Presidente de la Comisión Nacional de Defensa, Kim Jong-il. En mi nombre y del pueblo de Azerbaiyán le expreso mi más sentido pésame a usted, a la familia del fallecido y de sus personas mayores por esta gran pérdida."[25]

- Bangladés: El presidente Zillur Rahman y el primer ministro Sheikh Hasina enviaron sus condolencias a Corea del Norte por la muerte de Kim Jong-il. "El pueblo de la República Popular Democrática de Corea ha perdido a un gran líder y hemos perdido a un querido amigo" dijo el presidente Rahman. El primer ministro Hasina dijo: "Nuestros corazones están con los miembros de la familia del fallecido y el pueblo de la República Popular Democrática de Corea, y oramos para que sean capaces de soportar esta pérdida irreparable con coraje y fortaleza".[26]

- Bielorrusia: El presidente Alexander Lukashenko envió sus condolencias a Kim Jong-un por la muerte de su padre.[27]

- Camboya: "Kim Jong-il ha muerto, pero la amistad y la cooperación bilateral entre Corea del Norte y Camboya no van a morir," dijo un portavoz del Consejo de Ministros de Camboya. El portavoz añadió: "Corea del Norte es un país soberano y puede hacer lo que sea con las decisiones políticas que necesita para el bien de su pueblo, saben lo que es mejor para ellos, pero para nosotros tenemos una relación que ha ido mejorando, y esta vez se han abierto muchas oportunidades para el comercio bilateral." Mientras tanto, el ministro de Información Khieu Kanharith dijo que el fallecimiento de Kim Jong-il fue una gran pérdida. Kanharith agregó: "Esperamos que (Kim Jong-un) tenga previsto actuar como mediador para que la reconciliación de las dos Coreas continúe en el interés de la península, Asia y el mundo."[28]

- Canadá: El primer ministro Stephen Harper expresó: "Kim Jong-il será recordado como el líder de un régimen totalitario que violó los derechos básicos de la población de Corea del Norte durante casi dos décadas. Esperamos que su muerte traiga un cambio positivo que permita al pueblo de norcoreano salir de seis décadas de aislamiento, opresión y miseria... En este momento crítico instamos a Corea del Norte a cerrar este triste capítulo de su historia y de trabajar una vez más hacia la promoción tanto en el bienestar de su gente y en la estabilidad en la península de Corea."[29]

- Catar: Catar News Agency dijo que el emir jeque Hamad bin Khalifa Al Thani, así como su heredero el jeque Tamim bin Hamad Al Thani, habían enviado cables de condolencias al líder designado de Corea del Norte Kim Jong-un por la muerte de su padre.[30]

- China: El Ministro de Relaciones Exteriores Yang Jiechi se reunió con Pak Myong Ho, encargado de negocios de la Embajada de Corea del Norte en Pekín. Expresó que "el pueblo de la RPDC permanecerá unido con el liderazgo del Partido de los Trabajadores de Corea y el camarada Kim Jong-un, conviertan su dolor en fuerza, logren nuevos progresos en la construcción socialista y hagan nuevas contribuciones para sostener la paz y la estabilidad de la península de Corea".[31] El portavoz del Ministerio de Relaciones Exteriores, Ma Zhaoxu, llamó a Kim "gran líder" y añadió que Pekín continuará ofreciendo su apoyo y hará "contribuciones activas a la paz y la estabilidad en la península de Corea y en esta región."[32]

- Croacia: El presidente Ivo Josipović expresó sus condolencias a los ciudadanos de Corea del Norte[33] y dijo: "Querido hermano Kim Jong-un, yo en nombre del pueblo de la República de Croacia y en el mío propio te doy mis más sinceras condolencias por la desaparición [muerte] del gran líder del pueblo coreano tu padre Kim Jong Il, Secretario General del Partido del Trabajo de Corea, Presidente de la Comisión Nacional de Defensa de la RPDC y Comandante Supremo del Ejército Popular de Corea (EPC). Extiendo mis condolencias a todo el pueblo de la RPDC."[34]

- Cuba: El "Consejo de Estado ha declarado luto oficial por el fallecimiento del camarada Kim Jong-il," dice un comunicado oficial, señalando que la bandera de Cuba sería puesta a media asta del 20 al 22 de diciembre.[35]

- Estados Unidos: El portavoz de la Casa Blanca Jay Carney dijo que "El presidente -Barack Obama- ha sido notificado y estamos en estrecho contacto con nuestros aliados en Corea del Sur y Japón," y "Seguimos comprometidos con la estabilidad en la península coreana y para la libertad y la seguridad de nuestros aliados."[24] El expresidente Jimmy Carter "desea éxito a Kim Jong Un para que él asuma su nueva responsabilidad de liderazgo, con ganas de otra visita a la RPDC en el futuro", según un comunicado de la Agencia Telegráfica Central de Corea. Carter visitó Corea del Norte en varias ocasiones antes de la muerte de Kim Jong Il para hablar sobre el programa de armas nucleares norcoreanas.[36]

- Etiopía:"En esta hora de luto expresamos nuestro más sentido pésame y condolencias profundas al pueblo y al gobierno de Corea del Norte," escribió el presidente Girma Wolde-Giorgis en una carta de pésame dirigida a Kim Jong-un.[37]

- Filipinas: El Departamento de Relaciones Exteriores emitió un comunicado diciendo: "El Gobierno y el pueblo de las Filipinas damos nuestras condolencias al Gobierno y al pueblo de la República Popular Democrática de Corea (RPDC) por la muerte del presidente Kim Jong-Il... El Gobierno filipino valora sus relaciones con la RPDC y continuará cooperando con ella para intensificar la promoción y el mantenimiento de la paz y la estabilidad en la región Asia-Pacífico, en particular en la península de Corea, para asegurar la continua prosperidad de la región."[38]

- Finlandia: El Ministro de Asuntos Exteriores Erkki Tuomioja dijo en una entrevista que: "Kim Jong-il probablemente no falló debido a la mayoría del pueblo" y expresó su preocupación debido a que la élite gobernante fortalezca su dominio ante el temor a las consecuencias inestables. La presidenta Tarja Halonen, sin embargo, expresó empatía por los allegados del fallecido y deseó las reformas democráticas.[39]

- Francia: El Ministerio de Relaciones Exteriores emitió un comunicado diciendo que Francia "reafirma su compromiso con la paz y la estabilidad en la península [coreana] y espera que el régimen de Corea del Norte va a evolucionar de una manera positiva... Nuestros pensamientos están con el pueblo de Corea del Norte que ha estado sufriendo durante años debido a la miseria y la falta de derechos humanos... Francia continuará su acción para que la gente de Corea del Norte, en particular mediante el apoyo a los programas humanitarios..." También Alain Juppé, el ministro de Relaciones Exteriores, dijo: "Hay mucha esperanza. Es un régimen completamente cerrado... Somos muy cautelosos acerca de las consecuencias de esta sucesión. Esperamos que un día el pueblo de Corea del Norte va a encontrar la libertad. Hay conversaciones en curso con Corea del Norte... y nosotros esperamos que Corea del Norte junto con China y otros países abandone sus armas nucleares."[17]

- Ghana: El presidente John Atta Mills, en nombre de sí mismo y del pueblo de ghanés, expresó sus condolencias a Kim Jong-un, el gobierno y el pueblo norcoreano por el fallecimiento de Kim Jong-il. El presidente Mills dijo también que Ghana confía en que la "RPDC avanzará en la unidad para alcanzar la meta de construir una nación socialista próspera bajo el liderazgo de Kim Jong-un, el gran sucesor, y del Partido de los Trabajadores de Corea."[37]

- Guinea: El presidente Alpha Condé envió una carta de condolencias a Kim Jong-un, diciendo: "Fue con gran tristeza que oí junto con el pueblo de Guinea la triste noticia de que Kim Jong-il, Secretario General del Partido de los Trabajadores de Corea, Presidente de la Comisión Nacional de Defensa de la RPDC y guardián fiel de la noble causa del pueblo coreano, falleció. En este momento de dolor, en nombre del gobierno y el pueblo de Guinea y en el mío propio, expreso las más profundas condolencias y le pido que le exprese mis sinceras condolencias al valiente pueblo coreano."[37]

- Guinea Ecuatorial: El presidente Teodoro Obiang Nguema Mbasogo expresó, en una carta dirigida a Kim Jong-un, su "más sentido pésame" en nombre del gobierno y del pueblo ecuatoguineano por la muerte de Kim Jong-il.[37]

- Hungría: El Ministerio de Relaciones Exteriores expresó que "Esperamos que la República Popular Democrática de Corea continuará sus esfuerzos para el desarrollo y la prosperidad del pueblo después del luto. Además, también esperamos que Corea del Norte como país responsable hará todo lo posible para la conservación de la seguridad y la estabilidad en la península coreana." El ministerio también advirtió a Corea del Norte de las preocupaciones internacionales sobre cuestiones nucleares y de derechos humanos.[40]

- India: El primer ministro indio Manmohan Singh lamentó la muerte de Kim Jong-il y expresó su esperanza de que Corea del Norte podría superar su dolor con coraje y fortaleza.[41] El Ministro de Estado de Relaciones Exteriores, Shri E. Ahamed, firmó el libro de condolencias en la Embajada de la RPDC observando que “es con un profundo sentimiento de tristeza que nos enteramos acerca del lamentable deceso de Kim Jong Il.”[42]

- Indonesia: El Ministerio de Relaciones Exteriores envió sus condolencias en nombre del Gobierno y del pueblo de Indonesia en un comunicado de prensa. "El Gobierno y el pueblo de Indonesia rezan por la familia doliente, el gobierno y todos los norcoreanos para que se les dé ánimo y fortaleza durante estos días difíciles."[43]

- Irlanda: El diario "The Journal" informó que Irlanda había dicho que "no hay planes para emitir una declaración de cualquier tipo sobre la muerte del líder de Corea del Norte."[44]

- Japón: El primer ministro Yoshihiko Noda convocó a una reunión de emergencia del consejo de seguridad nacional con los principales miembros del gabinete poco después de haberse difundido la noticia de la muerte de Kim. El secretario del gabinete Osamu Fujimura dijo a periodistas en la capital Tokio que el primer ministro les había dado instrucciones para estar preparados en caso de cualquier acontecimiento inesperado. Fujimura expresó sus condolencias y dijo que Japón espera que la muerte de Kim no afectaría a la región, o Corea del Norte, de manera adversa.[32][17]

- Jordania: El rey Abdalá II envió una carta de condolencias a Kim Jong-un. "Fue con el dolor más grande que oí la lamentable noticia de la muerte de su padre Kim Jong-il. Yo, en nombre del pueblo y el gobierno del Reino Hachemita de Jordania y en el mío propio, expreso las más sinceras condolencias a Su Excelencia y la esperanza de que Su Excelencia va a superar el dolor," escribió el rey.[37]

- Kazajistán: "Kim Jong Il, el honorable estadista de la nación coreana y distinguida persona, hizo una gran contribución a la creación y el fortalecimiento de las relaciones amistosas entre los dos países," dijo el presidente Nursultan Nazarbayev en una carta dirigida a Kim Jong-il y añadió, "En nombre del pueblo de Kazastán y el mío propio, me gustaría expresar nuestro más sentido pésame y nuestras sinceras condolencias a todo el pueblo coreano."[37]

- Mongolia: El presidente Tsakhiagiin Elbegdorj y el primer ministro Sükhbaataryn Batbold enviaron una carta conjunta de condolencias a Kim Jong-un, en relación con el fallecimiento de su padre.[45]

- Myanmar: El Ministro de Relaciones Exteriores, U Wunna Maung Lwin, firmó el libro de condolencias abierto en la Embajada de la República Popular Democrática de Corea.[46] Un funcionario del Gobierno dijo a la AFP que "Myanmar transmite sus condolencias por el fallecimiento del líder de Corea del Norte Kim Jong-Il" y agregó que "no se sabe mucho acerca de su sucesor, su hijo. Pero pensamos que las cosas pueden cambiar en su mandato, especialmente en la política económica. El malentendido con la comunidad internacional sobre la relación entre Myanmar y Corea del Norte últimamente se ha eliminado."[47]

- Nepal: El presidente Ram Baran Yadav y el primer ministro Baburam Bhattarai enviaron sus condolencias a Kim Jong-un, por el deceso de su padre. El presidente Yadav expresó su profundo dolor y dijo que "la muerte (de Kim Jong-il) ha sido una pérdida irreparable para el pueblo y el gobierno de la RPDC, y Nepal también ha perdido a un amigo." El primer ministro Bhattari hizo eco de lo que dijo el presidente de Nepal diciendo que Nepal ha perdido a “un gran amigo”.[48]

- Nicaragua: La primera dama y vocera del gobierno Rosario Murillo expresó que "el pueblo y el gobierno de Nicaragua sienten el dolor de Corea del Norte," y que espera que Corea del Norte continuará con su "proceso de construcción de más paz y más prosperidad para todas las familias de ese país." Ella también dijo que el presidente Daniel Ortega envió sus “profundas condolencias por la muerte del Querido Líder Kim Jong-Il.”[49]

- Pakistán: El presidente Asif Ali Zardari expresó condolencias al pueblo norcoreano y dijo que el Kim Jong-il tenía un gran respeto entre su pueblo y que será extrañado por este.[50]

- Autoridad Nacional Palestina: El presidente de la Autoridad Palestina, Mahmoud Abbas, dijo que durante toda su vida Kim Jong-il se distinguió siempre por la justicia global y la verdad y que él también apoyó firmemente la causa del pueblo palestino. Abbas también dijo que las relaciones entre Corea del Norte y un Estado palestino independiente habían sido establecidas entre Kim il-Sung y Yasser Arafat.[51]

- Polonia: "Observamos la situación en la República Popular Democrática de Corea y la región de Asia oriental después de la muerte de Kim Jong Il", dice una declaración del Ministerio de Relaciones Exteriores en Varsovia, la capital polaca.[52] El Ministro de Relaciones Exteriores, Radoslaw Sikorski, afirmó: "Espero que después de la muerte del líder de Corea del Norte las autoridades actuarán de manera responsable y de acuerdo con las expectativas de unión de la comunidad internacional y la nación coreana".[53]

- Reino Unido: El Secretario del Exterior William Hague dijo "El pueblo de Corea del Norte está de luto oficial tras la muerte de Kim Jong-Il. Entendemos que es un momento difícil para ellos. Esto podría ser un punto de inflexión para Corea del Norte. Esperamos que su nuevo líder reconocerá que el compromiso con la comunidad internacional ofrece las mejores perspectivas de mejorar las vidas de la gente ordinaria de Corea del Norte. Animamos a Corea del Norte para trabajar por la paz y la seguridad en la región y tomar las medidas necesarias para permitir la reanudación de los conversaciones del Grupo de los Seis sobre la desnuclearización de la península de Corea."[17]

- Rusia: El presidente Dmitri Medvédev expresó sus condolencias por la muerte de Kim Jong Il, informó el lunes el servicio de prensa del Kremlin. Medvédev también sostuvo una conversación telefónica con el presidente surcoreano, Lee Myung-bak, en relación con la muerte de Kim, según el informe. Los dos líderes discutieron varios temas de interés común, incluyendo la integración y la estabilidad regionales. El Ministro de Relaciones Exteriores Serguéi Lavrov dijo: "La RPDC es nuestro vecina. Mantenemos una relación de buena vecindad. Por supuesto que esperamos que la pérdida de Kim Jong-Il no tendrá ningún impacto en el desarrollo de nuestras relaciones de amistad con la RPDC."[54]

- Siria: El presidente Bashar al-Assad, en una carta a Kim Jong-un, describió la muerte de Kim Jong-il "como una gran pérdida no sólo para el pueblo coreano, sino también para los pueblos de todos los países que luchan por la libertad, la justicia y la paz", y agregó, "Que su alma descanse en paz."[55]

- Suecia: El Ministro de Relaciones Exteriores de Suecia, Carl Bildt, dijo en su cuenta de Twitter que "La muerte de un dictador es siempre un período de incertidumbre para una dictadura, y Corea del Norte es la dictadura más difícil en nuestra época".[17]

- Taiwán: El presidente Ma Ying-jeou, de la República de China, dijo: "Taiwán se encuentra un poco más lejos de Corea del Norte que Corea del Sur o Japón, que conceden gran importancia a las posibles repercusiones de la muerte de Kim, y lo haremos con cuidado para hacer frente a todas las cuestiones pertinentes." Ma hizo la declaración durante una conferencia de prensa, e indicó que el Consejo de Seguridad Nacional había invitado a una reunión a funcionarios del Consejo Económico y Asuntos de la Defensa y de Seguridad de China continental para discutir el posible impacto de la muerte de Kim.[56]

- Venezuela: El presidente Hugo Chávez dio sus condolencias a Corea del Norte, expresando su “sincero pesar”. También afirmó la solidaridad de Venezuela con Corea del Norte.[57]

- Vietnam: El gobierno de Vietnam envió sus "más profundas condolencias" a Corea del Norte por la muerte del "Camarada Kim Jong-Il." Añadió, "Creemos que el pueblo de la RPDC superará esta gran pérdida y seguirá luchando por la construcción y el desarrollo de su país."[58]

### Partidos y organizaciones
- Bangladés: Rashed Khan Menon, líder del Partido de los Trabajadores de Bangladés afirmó que "que la desaparición repentina de Kim Jong Il, el líder destacado, es amarga tristeza no sólo para el pueblo coreano, sino también al pueblo de Bangladés y las fuerzas progresistas del mundo."[59]

- Benín: La Unión de Nuevas Fuerzas Emergentes de Benín envió una corona de flores a Kumsusan.[60]

- Brasil: El Partido Comunista Brasileño envió un mensaje diciendo: "Kim Jong Il siempre estaría con todo el pueblo coreano avanzando a lo largo del camino de la justicia por la soberanía, la independencia y el socialismo."[61] El Partido Comunista de Brasil y el Partido Patria Libre presentaron sus respetos en la Embajada de la RPDC.[62]

- Canadá: Sandra Smith, líder del Partido Comunista de Canadá (marxista-leninista) expresó sus "más sentidas condolencias por el fallecimiento inesperado del camarada Kim Jong Il" y afirmó que "Él era muy admirado por todas las fuerzas revolucionarias por trabajar incansablemente por la reunificación independiente y pacífica de Corea... asegurar la paz en la península de Corea sobre la base del Songun, la política de primero los militares, lo que contribuye en gran medida a la paz mundial."[63]

- Camboya: Una delegación del Partido Popular de Camboya visitó la Embajada de la RPDC y firmó el libro de condolencias. Ney Pena escribió "Kim Jong Il es el líder supremo que dirigió la defensa del país y su construcción en la victoria. Sus hazañas son muy alabadas por el pueblo y recordará siempre su benevolencia. El Partido Popular de Camboya y el pueblo camboyano expresan las más sentidas condolencias al Partido de los Trabajadores de Corea y el pueblo coreano."[64] Ouk Phurik, líder del Partido Democrático Jemer, también visitó la embajada y envió un mensaje a Corea del Norte declaró que, en parte, "Kim Jong Il estableció la línea Songun de Corea del Norte basada en el principio filosófico de lo que el ejército significa, precisamente el pueblo, el partido y el Estado juntos y con éxito llevó adelante a la RPDC por décadas y cumplió con la causa revolucionaria del Juche iniciada por el Generalísimo Kim Il Sung, gran líder del pueblo coreano. Su fallecimiento equivale a la pérdida de un héroe excepcional del pueblo coreano."[65]

- República Checa: El Partido Comunista de Bohemia y Moravia envió sus condolencias a Corea del Norte tras la muerte de Kim.[66]

- Egipto: Sayed Abdul Al, secretario general del Partido Nacional Unionista Progresista, declaró que: "La muerte prematura del líder Kim Jong Il es un golpe al partido [PTC] y a todos los pueblos que aspiran al socialismo."[67]

- Estados Unidos: Los candidatos presidenciales del Partido Republicano expresaron varias declaraciones sobre la muerte de Kim. El exgobernador de Massachusetts, Mitt Romney -que sería derrotado por el presidente Barack Obama, candidato del Partido Demócrata, en las elecciones presidenciales del siguiente año 2012- dijo en un comunicado que "Kim Jong-il fue un tirano despiadado que vivió una vida de lujo, mientras el pueblo de Corea del Norte moría de hambre. Él siguió imprudentemente la carrera de las armas nucleares, vendiendo tecnología nuclear y misiles a otros regímenes criminales, y cometió actos de agresión militar contra nuestro aliado Corea del Sur. No podemos pasarlo por alto. Su muerte representa una oportunidad para que los Estados Unidos trabajen con nuestros amigos en sacar a Corea del Norte del campo peligroso y garantizar la seguridad en la región." Del mismo modo, el ex embajador ante la República Popular China, Jon Huntsman dijo que "Kim Jong Il era un tirano sin conciencia. Su muerte cierra un capítulo trágico para el pueblo de Corea del Norte y les ofrece la mejor oportunidad de conseguir el camino hacia una más sociedad libre y abierta y la reforma política." El gobernador de Texas Rick Perry dijo que "La muerte del cruel dictador Kim Jong Il ofrece algunos motivos de esperanza pero no termina automáticamente el reinado de la tiranía inhumana que él y su padre construyeron." También expresó su esperanza de que la muerte de Kim podría marcar el comienzo de "una transición pacífica de una dictadura sombría a una Corea libre."[68] El Partido de los Obreros del Mundo envió un mensaje al PTC. Declaró que "Nosotros aquí en “el vientre de la bestia” sabemos lo difícil que es para los gobernantes imperialistas de Estados Unidos lo que le han hecho a los líderes de los países verdaderamente soberanos por defender su soberanía, mientras siguen el camino del desarrollo socialista."[69] La Organización Marxista-Leninista de Estados Unidos también envió sus condolencias, indicando que el trabajo de Kim y del PTC "hizo contribuciones vitales no sólo para el pueblo coreano sino para todos los pueblos del mundo... El prematuro fallecimiento de Kim Jong Il es una gran pérdida para las fuerzas antiimperialistas y democráticas y el movimiento comunista mundial."[70] El Partido de los Trabajadores de Estados Unidos envió un mensaje de condolencia que dice: "Recordamos con gran respeto la vida de Kim Jong Il que luchó incansablemente hasta su último aliento por la causa de la paz, la independencia nacional y el progreso social. Kim Jong Il condujo la RPDC durante un tiempo en el que el imperialismo norteamericano mantiene... un estado de guerra contra Corea [del Norte] y la lleva a cabo sobre todo en torno a la economía, política, diplomacia, cultura y presión militar contra la RPDC en el norte de Corea, mientras que ocupa el sur [Corea del Sur], con decenas de miles de soldados."[71]

- Guinea: Una delegación de miembros del Partido Democrático de Guinea presentó sus condolencias en la Embajada de la RPDC.[62]

- Finlandia: Kalevi Wahrman, en nombre de la Liga de los Comunistas Finlandeses, declaró que las "hazañas revolucionarias de Kim Jong Il, quien dedicó toda su vida a la victoria de la causa socialista y la felicidad del pueblo [coreano], se mantendrán en los corazones de la humanidad."[59]

- Italia: El secretario general del Partido de los Comunistas Italianos (PCI, sucesor del desaparecido Partido Comunista Italiano) Oliviero Diliberto y el director del Departamento Internacional Fausto Sorini enviaron un mensaje que expresa "las condolencias más fraternas y sinceras a Kim Jong Un, diciendo que ellas recuerdan las grandes hazañas de Kim Jong Il realizadas en la defensa de la soberanía de la RPDC y la dignidad de la nación."[72]

- Laos: El Comité Central del Partido Popular Revolucionario de Laos (PPRL) envió una carta de condolencias al PTC, expresando sus "condolencias por la muerte de Kim Jong-il". La carta elogió las contribuciones de Kim a la "mejora (de) la tradición de relaciones, amistad y cooperación entre los dos partidos, gobiernos y pueblos de Laos y Corea del Norte". La muerte de Kim Jong-il "significó no sólo la gran pérdida del líder de la RPDC, sino también la gran pérdida de un amigo cercano del partido, el gobierno y el pueblo de Laos," concluye la carta.[73]

- Líbano: Khaled Hadadi, secretario general del Partido Comunista Libanés (PCL) "expresó sus más sinceras condolencias al pueblo coreano y el Comité Central del PTC por la muerte del líder Kim Jong Il."[74] Fayez Shukri, secretario del Partido Baaz escribió en un libro de condolencias que la muerte de Kim Jong Il "es una gran pérdida no sólo para el pueblo coreano, sino también para el pueblo libanés y otros pueblos progresistas en el mundo que como él dedican toda su vida a la causa de la independencia mundial, la causa socialista y la liberación de la humanidad."[75]

- Malta: El Partido Comunista Maltés (PCM) envió sus condolencias.[76]

- Mongolia: El presidente del Partido Nacional Democrático M. Enkhsaihan envió un mensaje que indica en que Kim Jong Il "vivirá por siempre en los corazones no sólo del pueblo coreano, sino también toda la gente que ganó el apoyo y el respeto de su causa. [Y expresó] profunda gratitud a Kim Jong Il por la preocupación que había mostrado para el desarrollo de las relaciones amistosas y de cooperación entre Mongolia y Corea del Norte."[77]

- : El secretario general del partido gobernante Frente de Liberación de Mozambique (FRELIMO) Filipe Chimoio Paúnde describió la muerte de Kim Jong-il como “triste” para el pueblo norcoreano. "Teniendo en cuenta las relaciones que existen entre los dos estados también sentimos la pérdida." Corea del Norte "dio su apoyo al FRELIMO durante la guerra de liberación nacional contra el poder colonial de Portugal", dijo Paúnde.

- Namibia: Pendukeni Iivula Ithana, secretario general de la South West Africa People's Organization (SWAPO) envió sus condolencias, y añadió "El partido SWAPO procurará mantener la excelente y cordial relación entre nuestros dos partidos hermanos."[78]

- Palestina: Khald Abdul Majid, secretario general del Frente de Lucha Popular Palestina (FLPP), envió un mensaje a Kim Jong Un en la que dijo: "expreso mis condolencias más profundas... por el fallecimiento del gran líder, camarada Kim Jong Il en el período crucial de su enfrentamiento con los imperialistas de Estados Unidos", dijo el secretario general en el mensaje.[79]

- Rumanía: El presidente y otros líderes de la Unión Socialista de Rumanía (USR) presentaron sus condolencias en la Embajada de la RPDC.[62]

- Rusia: Coronas fúnebres fueron enviadas al Palacio Memorial de Kumsusan por el Partido Comunista de la Federación Rusa, el Partido por la Paz y la Unidad de Rusia, el Partido Comunista de la Unión Soviética (1992-)[80] También se enviaron mensajes del Partido Liberal Demócrata de Rusia y el Partido Comunista de toda la Unión de Bolcheviques.[76]

- Sudáfrica: Un representante del Congreso Nacional Africano dio sus condolencias y presentó una ofrenda floral en la Embajada de la RPDC.[81] Otra ofrenda floral fue enviada a Pionyang.[82] La Liga de la Juventud del Congreso Nacional Africano emitió un comunicado enviando sus condolencias, y afirmando "Al recordar a este revolucionario hacemos un llamado al pueblo de Corea para seguir adelante con la lucha por la reunificación de su país, para liberarse por completo de un legado del colonialismo dejó a su gente por imperialistas representados por los Estados Unidos de América. Que el espíritu inmortal del camarada Kim Jong Il continúe inspirando al pueblo coreano para defender la Songun, la idea de que es posible para el pueblo de Corea, Asia y el mundo vivir bien uno junto al otro en una sociedad igualitaria, libre de la pobreza, la falta de trabajo, el odio de los demás y la opresión de un país por otro."[83]

- Siria: Mohammed Saeed Bekheitan, Subsecretario del Comando Regional del Partido Baaz, envió un mensaje de condolencia que indica " que el movimiento mundial por la liberación y la paz perdió al luchador más prominente que había defendido al derecho del pueblo de las prácticas despóticas y la supremacía de los imperialistas del mundo... [y] afirmando la voluntad de impulsar los lazos de amistad y la cooperación en la lucha para hacer frente al desafío de Siria y Corea del Norte se enfrentan."[84]

- Tayikistán: Sh. Shabdolov, presidente del Partido Comunista de Tayikistán expresó "mis sentidas condolencias al pueblo de Corea y al Comité Central del PTC por la muerte del líder Kim Jong Il."[74]

- Venezuela: Un "centro de luto" se estableció en el edificio del Partido Comunista de Venezuela para recibir condolencias.[62]

- Zimbabue: Didymus Mutasa, de la Unión Nacional Africana de Zimbabue - Frente Patriótico (ZANU-PF, por sus siglas en inglés, el partido del presidente Robert Mugabe), declaró que Kim Jong Il era "un hombre maravilloso con quien nos asociamos [y] él fue nuestro gran amigo, y no nos avergonzamos de habernos asociado con él".[85] Además, declaró "Nos dio mucha ayuda de su país pues formó nuestro ejército y también construyó nuestro Acre de los Héroes de la que nos sentimos muy orgullosos. Fue una muy buena relación que siempre vamos a valorar. Trabajamos juntos." Sin embargo, el líder de la Unión del Pueblo Africano de Zimbabue (ZAPU), cuyos miembros fueron reprimidos por la Quinta Brigada entrenada por Corea del Norte, dijo "No tenemos ninguna duda de que las miembros de la Quinta Brigada son los que siguen torturando y matando a los opositores políticos del ZANU-PF aún hoy en día,[86] la dinastía coreana es responsable del enfoque violento del ZANU-PF en la política. El año 2011 es ciertamente un mal año para los dictadores.[87] Oramos para que Dios llame también al cielo a los pocos que quedan." La mayor facción del Movimiento por el Cambio Democrático - Tsvangirai declaró que "Kim Jong-il mató a nuestros seres queridos y ahora es su tiempo para conocer a sus víctimas en presencia de Dios." Y un portavoz de esa facción añadió que "su partido no va a derramar una lágrima por el dictador de Corea del Norte y que debería pudrirse en el infierno."[88]

### Mercados financieros
Las bolsas de valores de Asia cayeron poco después del anuncio de la muerte de Kim, haciéndose eco de las preocupaciones sobre la inestabilidad regional. En la apertura de los mercados europeos, las acciones también cayeron, pero los mercados de valores de Indonesia y Estados Unidos subieron tras el anuncio de su muerte.

## El comité del funeral

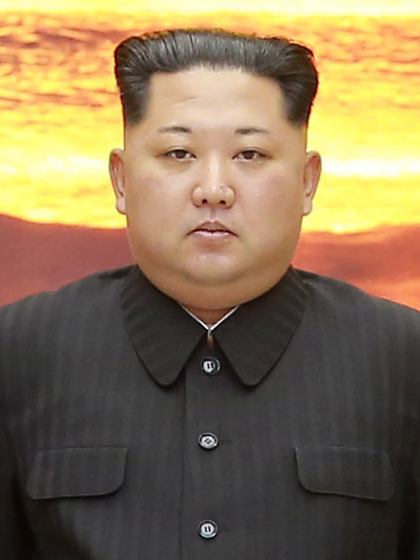
Kim Jong-un, presidente del comité del funeral de su padre y sucesor suyo como líder del país.

Corea del Norte anunció la creación de un comité del funeral de 232 miembros encabezado por Kim Jong-un, que planeó y supervisó el funeral de su padre, que tuvo lugar el 28 de diciembre. Los principales miembros de la comisión se dieron a conocer en el siguiente orden:
- Kim Jong-un (Vicepresidente de la Comisión Central Militar, hijo de Kim Jong-il y sucesor suyo)
- Kim Yong-nam (Presidente del Presidium de la Asamblea Suprema del Pueblo de la RPDC y jefe de Estado formal)
- Choe Yong-rim (Primer ministro de la RPDC)
- Ri Yong-ho (Vicepresidente de la Comisión Militar Central)
- Kim Yong-chun (Vicepresidente de la Comisión Nacional de Defensa de Corea del Norte y jefe del Estado Mayor General del Ejército Popular de Corea)
- Jon Pyong-ho (Secretario en jefe del Comité del Consejo de Ministros del PTC y director del gabinete del Politburó)
- Kim Kuk-thae (Secretario de Cuadros del PTC)
- Kim Ki-nam (Vicepresidente del Comité para la Reunificación Pacífica de la Patria y Secretario del PTC)
- Choe Thae-bok (Presidente de la Asamblea Suprema del Pueblo; Secretario de Asuntos Internacionales de la Secretaría del Comité Central del PTC)
- Yang Hyong-sop (Vicepresidente del Presidium de la Asamblea Suprema del Pueblo)
- Kang Sok-ju (Vice primer ministro de la RPDC)
- Pyon Yong-rip (Secretario General del Presidium de la Asamblea Suprema del Pueblo, expresidente de la Academia Nacional de Ciencias)
- Ri Yong-mu (Vicepresidente de la Comisión Nacional de Defensa Nacional de la RPDC)
- Kim Kyong-hui (Directora del Departamento de Industria Ligera del PTC, hermana de Kim Jong-il y esposa de Jang Song-Thaek)
- Kim Yang-gon (Director del Departamento del Frente Unido (DFU), una agencia de inteligencia bajo el PTC)
- Kim Yong-il (Ex primer ministro de la RPDC)
- Pak To-chun (Secretario de Industria Militar del PTC)
- Choe Ryong-hae (Miembro suplente del Politburó del PTC, miembro de la Comisión Central Militar y Secretario del Comité Central del PTC)
- Jang Song-thaek (Vicepresidente de la Comisión de Nacional de Defensa de la RPDC, cuñado de Kim Jong-il y tío político de Kim Jong-un)
- Ju Kyu-chang (Miembro de la Comisión Nacional de Defensa y director del Departamento de Industria Pesada del Comité Central del PTC)
- Kim Rak-hui (Vice primer ministro de la RPDC)
- Thae Jong-su (Secretario del Comité Central del PTC y Director del Departamento de Asuntos Generales)

Los observadores creen que el orden de los nombres en la lista da pistas sobre la clasificación de los individuos en la estructura de poder del régimen con la posición de Kim Jong-un como el primero en la lista lo que es un indicio más de que él es el sucesor de Kim Jong-il, como líder supremo del país. Según Kim Keun-sik de la Universidad Kyungnam, "La lista está en el orden de los miembros del Comité Permanente del Buró Político [Politburó], luego siguen los miembros y miembros candidatos. Esto demuestra que el partido será más fuerte que el poder de los militares, porque el cuñado de Kim Jong-il Jang Song-taek y O Kuk-ryol, el vicepresidente de la Comisión Nacional de Defensa, se enumeran más abajo."
El Comité Nacional del Funeral dio a conocer los siguientes detalles el 19 de diciembre de 2011:

El Comité Nacional del Funeral notifica que se decidió lo siguiente de manera que todo el partido, el ejército y el pueblo puedan expresar el más profundo pesar por el fallecimiento del líder Kim Jong Il y le lloren en profunda reverencia:

Su féretro será colocado en el Palacio Memorial de Kumsusan.
El período de luto se hará a partir del 17 al 29 de diciembre, [año] Juche 100 (2011) y los dolientes serán recibidos del 20 al 27 de diciembre.
Una ceremonia de despedida se llevará a cabo con solemnidad en Pionyang el 28 de diciembre.
Un servicio conmemorativo nacional de Kim Jong Il se llevará a cabo el 29 de diciembre.
Las salvas de cañón que serán disparadas en Pionyang y en las capitales provinciales estarán programadas para coincidir con el servicio conmemorativo nacional en Pionyang y todo el pueblo observará tres minutos de silencio y todas las locomotoras y los buques sonarán sus silbatos a la vez.
Todas las instituciones y empresas de todo el país llevarán a cabo eventos de luto durante el período de duelo y todas las provincias, ciudades y condados tendrán servicios conmemorativos programados para coincidir con el servicio conmemorativo nacional en Pionyang.
Las instituciones y las empresas izarán las banderas a media asta y se deberá abstenerse de tocar música y de hacer cualquier otro entretenimiento.
No se recibirán delegaciones extranjeras.
Agencia Telegráfica Central de Corea, 19 de diciembre de 2011

## El funeral de Estado

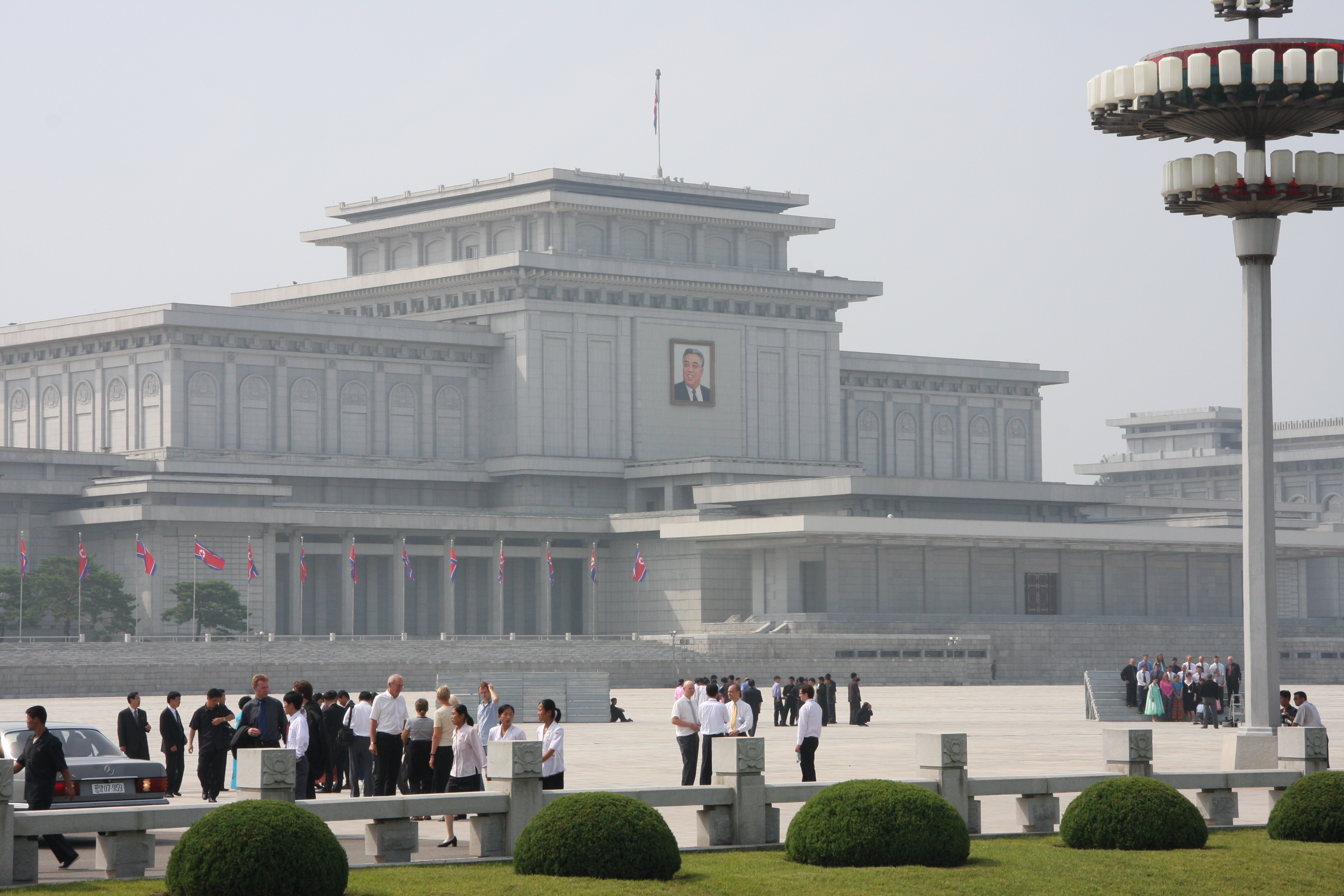
Palacio Memorial de Kumsusan, donde yace su cadáver. En el mismo edificio también yace el cuerpo de su padre Kim Il-sung desde que este murió en 1994. En la fachada hay un retrato de este.

El 20 de diciembre, el cuerpo embalsamado de Kim Jong-il yacía en un ataúd de cristal en el Palacio Memorial de Kumsusan, donde también yace en otro salón su padre Kim Il-sung, para ser visto durante un período de luto de 11 días antes del funeral. Al igual que su padre, el cuerpo de Kim fue cubierto por una bandera roja del PTC y rodeado de flores rojas de su mismo nombre, Kimjongilia. Se esperaba que el cuerpo sería colocado junto al féretro de su padre tras el entierro y el período de luto. Con música solemne Kim Jong-un entró en la sala para ver el féretro de su padre, rodeado de una guardia de honor militar. Guardó un minuto de silencio solemne, luego hizo guardia junto al féretro, acompañado de otros funcionarios.
El sábado 24 de diciembre, Kim Jong-un, hizo una tercera visita al palacio donde el cuerpo de su padre estaba de cuerpo presente. En esta ocasión, su tío Jang Song-thaek, a quien la inteligencia de Corea del Sur presume que podría desempeñar papeles más importantes en apoyo al heredero, se puso de pie con uniforme militar cerca del joven Kim y como él rindió homenaje al cadáver de Kim Jong-il.

## Funeral y servicio memorial
El funeral en sí ocurrió el 28 de diciembre. El trayecto de 40 kilómetros del cortejo fúnebre, que duró tres horas, estaba cubierto de nieve (que presentadores de noticias locales describieron como “lágrimas del cielo”) y había soldados que se golpeaban el pecho y gritaban: "papá, papá". Una limusina Lincoln Continental llevaba un retrato gigante de Kim Jong-il. El ataúd de este, cubierto por la bandera del Partido de los Trabajadores de Corea, estaba colocado en la parte superior de otro coche fúnebre Lincoln Continental mientras que Kim Jong-un y su tío Jang Sung-taek caminaban a un lado del carro, éste detrás de aquel. El jefe del Estado Mayor del Ejército Popular de Corea (EPC) general Ri Yong-ho y el ministro de Defensa vicemariscal Kim Yong-chun caminaron al lado opuesto del vehículo durante el trayecto hacia el Palacio Memorial de Kumsusan. El cortejo volvió a este edificio, donde Kim Jong Un salió a la parte superior junto con los funcionarios militares, que se espera que sean de su círculo interno de asesores, se dispararon 21 cañonazos y luego saludaron a soldados que marcharon en un desfile por la plaza del palacio a paso de ganso con banderas y fusiles de asalto Tipo 58, la versión norcoreana del AK-47 ruso. Según se informó, el cuerpo de Kim Jong-il fue embalsamado y puesto en exhibición por tiempo indefinido a la manera de Kim Il-Sung y otros líderes comunistas como Lenin, Mao Zedong y Hồ Chí Minh.
El cortejo fúnebre estaba compuesto por coches patrulla de color plomo, el coche fúnebre y sus escoltas, escoltas militares, guardias motorizados, una unidad móvil de la Televisión Central de Corea, varios carros (incluyendo una flota de Mercedes-Benz negros), camiones con guirnaldas y cinco bandas militares del Ejército Popular de Corea. El día de la ceremonia conmemorativa, el 29 de diciembre, el presidente del Presidium de la Asamblea Suprema del Pueblo, Kim Yong-nam, dio un discurso a los dolientes que se reunieron en la plaza Kim Il-sung.
Él dijo lo siguiente: "El gran corazón del camarada Kim Jong-Il ha dejado de latir... una partida tan inesperada y prematura para nosotros y la pérdida más inimaginable para nuestro partido y la revolución," y que los norcoreanos deberían "transformar el dolor en fuerza y valor 1.000 veces mayor bajo la dirección del camarada Kim Jong-un."
El presidente también afirmó la posición de Kim Jong-un como sucesor de su padre diciendo "El respetado camarada Kim Jong-un es nuestro partido, líder militar y líder supremo del país que hereda del gran camarada Kim Jong-il la ideología, el liderazgo, el carácter, las virtudes y la valentía".
El general Kim Jong-gak participó en el servicio conmemorativo en nombre de los militares, diciendo "el camarada Kim Jong-un como militar servirá a nuestro pueblo, al frente de nuestras tropas revolucionarias y seguirá manteniendo y completará los logros Songun del gran líder Kim Jong-il". Songun se refiere a la política de Kim Jong-il de dar prioridad a los "militares primero" en las decisiones económicas.
Kim Jong-un no dio un discurso, pero se puso de pie con la cabeza baja, mirando desde un balcón de la Gran Casa de Estudios del Pueblo, viendo a la plaza. Estaba rodeado por su tía Kim Kyong-hui, su marido Jang Sung-taek, y oficiales militares y del partido.
Después de los discursos y de tres minutos de silencio una hilera de cañones de artillería pesada disparó una salva de 21 cañonazos, seguido de un ruido de sirenas, bocinas y silbatos que sonaban al mismo tiempo en trenes y barcos de todo el país marcando el final del período de luto. La asamblea terminó con una banda militar tocando La Internacional. La televisión estatal transmitió entonces una banda y un coro militares tocando la Canción del general Kim Jong-il para terminar formalmente el acto.
No se sabe si los hermanos mayores de Kim Jong-un, Kim Jong-nam y Kim Jong-chul, estuvieron en el funeral o en el servicio conmemorativo.
El funeral mostró a siete funcionarios que se cree que son mentores o grandes ayudantes de Kim Jong-un: Jang Song-thaek, su tío y vicepresidente de la Comisión Nacional de Defensa; Kim Ki-nam, jefe de propaganda de Corea del Norte; Choe Tae-bok, secretario del partido a cargo de los asuntos exteriores; el vicemariscal Ri Yong-ho, jefe del Estado Mayor de las fuerzas armadas; Kim Yong-chun, Ministro de Defensa; Kim Jong-gak, un general de cuatro estrellas cuyo trabajo es monitorear la lealtad de otros generales; y U Dong-chuk, jefe de la agencia de policía secreta y de espionaje secreto.
El 1 de enero de 2012 el diario japonés Yomiuri Shimbun informó que Kim Jong-nam voló secretamente a Pionyang desde Macao, China, el 17 de diciembre de 2011, después de enterarse de la muerte de su padre ese día y se presume que acompañó a su hermano menor Kim Jong-un al dar sus últimos respetos a su padre. Se fue unos días después para volver a Macao y no estuvo presente en el funeral con el fin de evitar especulaciones sobre la sucesión.
Según el Daily NK, cualquier persona que no haya participado en las manifestaciones de luto organizadas o no parecía lo suficientemente adolorida ha sido condenada a estar, por lo menos seis meses, en un campo de trabajo. A los dolientes también se les prohibió el uso de sombreros, guantes y bufandas a pesar de que la temperatura de ese día era de -2.4 grados C (27.7 °F), presumiblemente para que las autoridades se aseguraran de que estaban mostrando suficiente dolor. Corea del Norte negó airadamente esta acusación, echándole la culpa a los "medios reptiles" por ser “pagados” por el gobierno de Corea del Sur. Varias fotos de Los Angeles Times muestran a varios dolientes con guantes y bufandas.

## Informes de luto
La Agencia Telegráfica Central de Corea (KCNA por sus siglas en inglés) afirmó que unos extraños fenómenos naturales ocurrieron en Corea del Norte al momento de la muerte de Kim Jong-il: 

Se han observado peculiares maravillas naturales en el monte Paektu, el pico Jong Il y la colina Tonghung en la ciudad de Hamhung, donde la estatua del Presidente Kim Il Sung está de pie en un momento en que todos los coreanos están de luto, por el fallecimiento del líder Kim Jong Il, en el dolor más amargo. 

En la mañana del 17 de diciembre se rompieron capas de hielo en el lago Chon, en el monte Paektu, agitando el lago con gran ruido. 
El Grupo de Exploración completa del lago Chon en el monte Paektu dijo que era la primera vez que ese gran ruido se escuchaba desde la cresta del pico Janggun y el lago. 
La temperatura en el monte Paektu ese día registró 22.4 grados centígrados bajo cero y hubo un fuerte viento acompañado de una tormenta de nieve que midió 18 metros por segundo. 
La tormenta de nieve dejó de soplar repentinamente desde el amanecer del martes y nubes gruesas fueron vistas sobre el pico Hyangdo. 
Alrededor de las 8:05 de la mañana el cielo comenzó a ponerse rojo con la salida del sol en el horizonte. Los picos parecían brillar. 
Kim Jong Il escribió en su autobiografía: "El monte Paektu es la montaña sagrada de la revolución. Kim Jong Il."
Este fenómeno duró hasta las 5:00 p. m.
Un resplandor fue visto en la cima del pico Jong Il durante media hora a partir de las 4:50 p. m. el 19 de diciembre, cuando la nación estaba conmocionada por la noticia de la muerte del líder. Esta fue la primera de su tipo en decenas de años desde que se inició la observación de la zona.
Una maravilla de la naturaleza también se observó alrededor de la estatua del presidente en la colina Tonghung.
Alrededor de las 21:20 horas del martes una grulla de Manchuria fue vista volando alrededor de la estatua por tres veces antes de posarse en un árbol. La grulla se quedó allí por un largo tiempo y después voló en dirección a Pionyang en torno a las 22:00 horas. 

Al observar esto, el director de la Oficina de Gestión del Sitio Revolucionario Hamhung y otros dijeron que incluso la grulla parecía llorar la muerte de Kim Jong Il volando hasta allí en medio de la noche fría, incapaz de olvidarle.

Se sabe que el gobierno de Corea del Norte ha usado historias de hechos milagrosos y eventos sobrenaturales atribuidos a Kim Il-sung y Kim Jong-il.  La KCNA también afirmó que más de cinco millones de norcoreanos, más de 25 % de la población nacional, habían llorado a Kim. 